# Orvosi szappanfű
Az orvosi szappanfű (Saponaria officinalis) a kétszikűek (Magnoliopsida) osztályának a szegfűvirágúak (Caryophyllales) rendjéhez, ezen belül a szegfűfélék (Caryophyllaceae) családjához tartozó faj.

## Elterjedése
Európában és Nyugat-Szibériában őshonos, a homokos, nedves talajokat kedveli.

## Megjelenése
Ujjnyi vastag gyöktörzse van, erről számos tarack és vékony gyökér ágazik le. Szára egyenes, kb. 50 cm magas, a virágzat szintjén kissé elágazó. Levelei lándzsásak, 5–10 cm-esek, átellenes állásúak, ép szélűek, ülők, 3 ívelt ér fut rajtuk végig. A kellemes illatú virágok bogas fürtöt alkotnak. Virágai fehérek vagy fehéres-rózsaszínűek, 5 sziromlevéllel és forrt csészével. Júliustól szeptemberig virágzik. Termése 4-5 foggal nyíló egyrekeszű tok, benne sok apró maggal.

## Hatóanyagai
Vörös színű gyökere (Saponariae radix) sok szaponinvegyületet és flavonoidokat tartalmaz. Főzetét erős nyálkaoldó szerként használják, vizelethajtó, tisztító, reumás fájdalmakat enyhítő hatása is van. A szaponinok csökkentik a víz felületi feszültségét, ezért mosószerként is használják (innen származik a növény neve).

## Képek

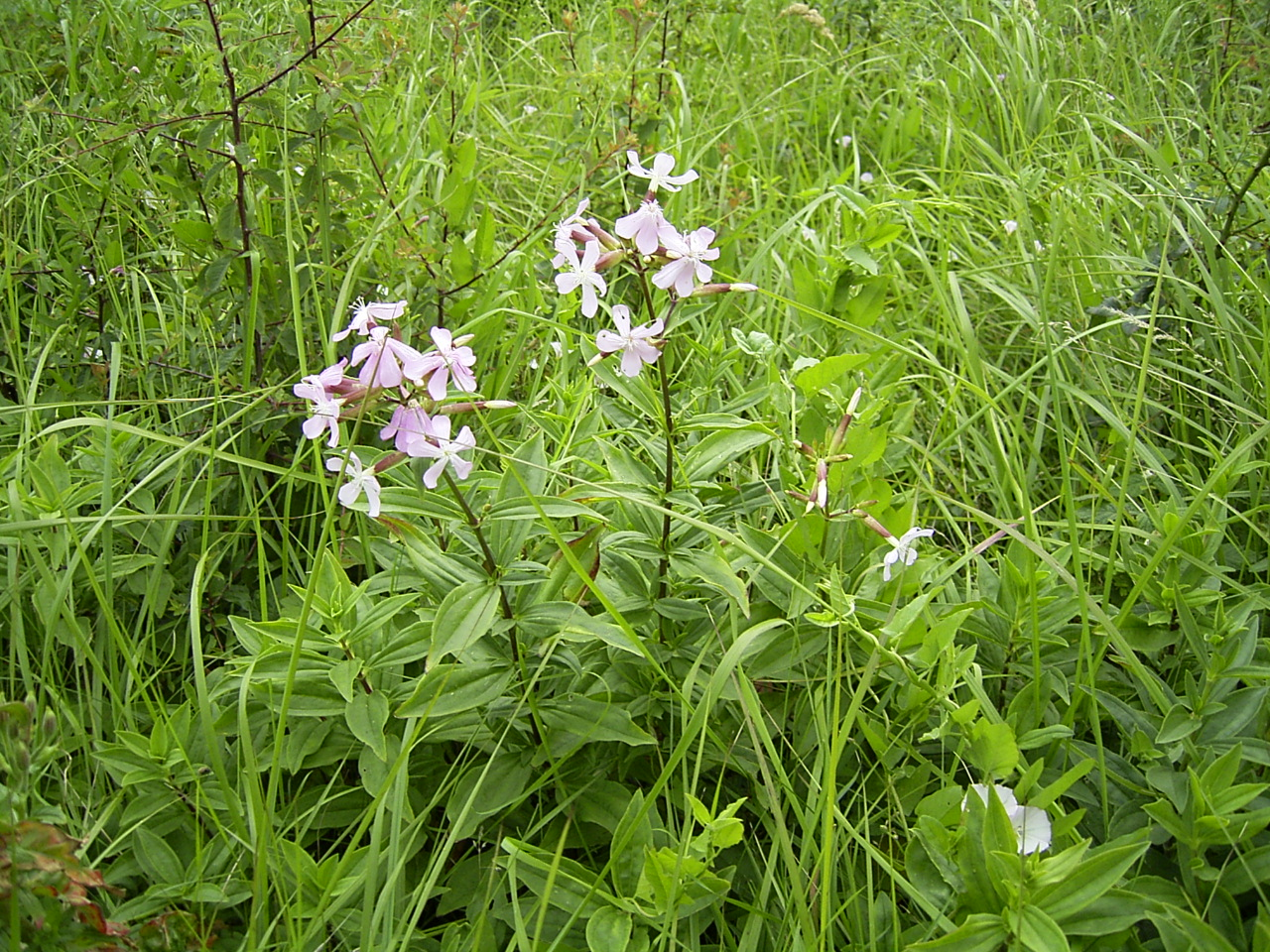
Habitusa
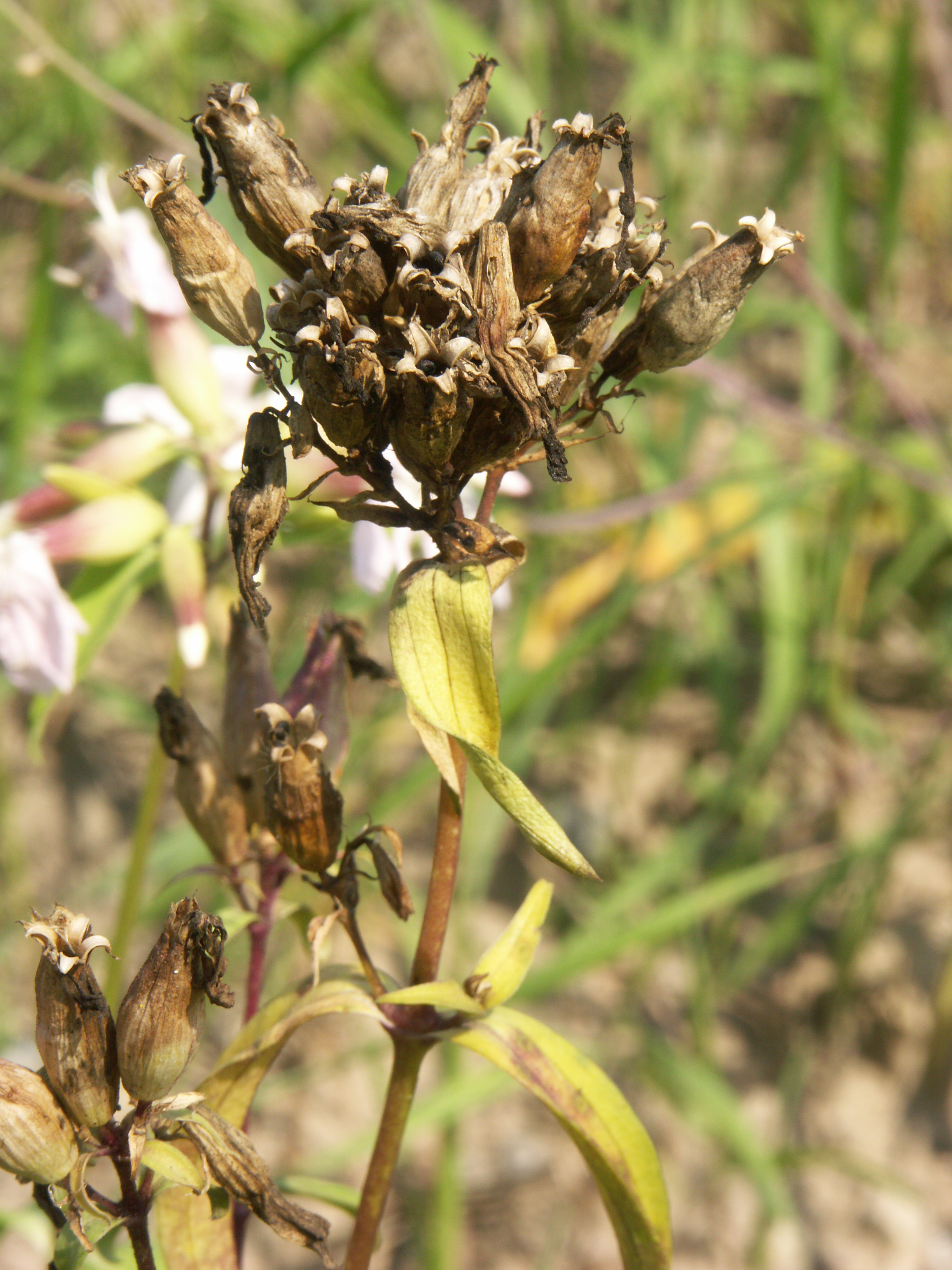
Termése
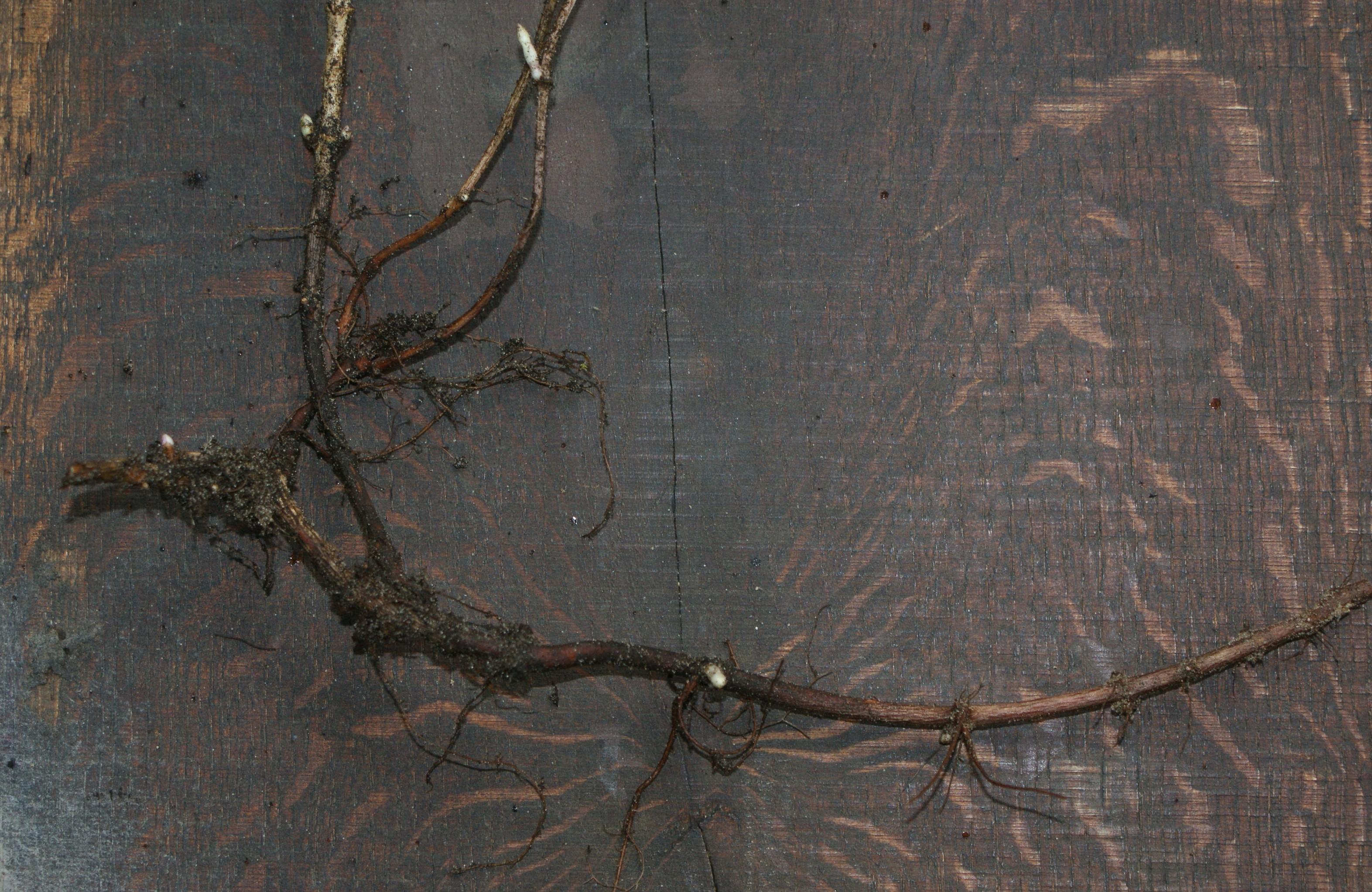
gyökere
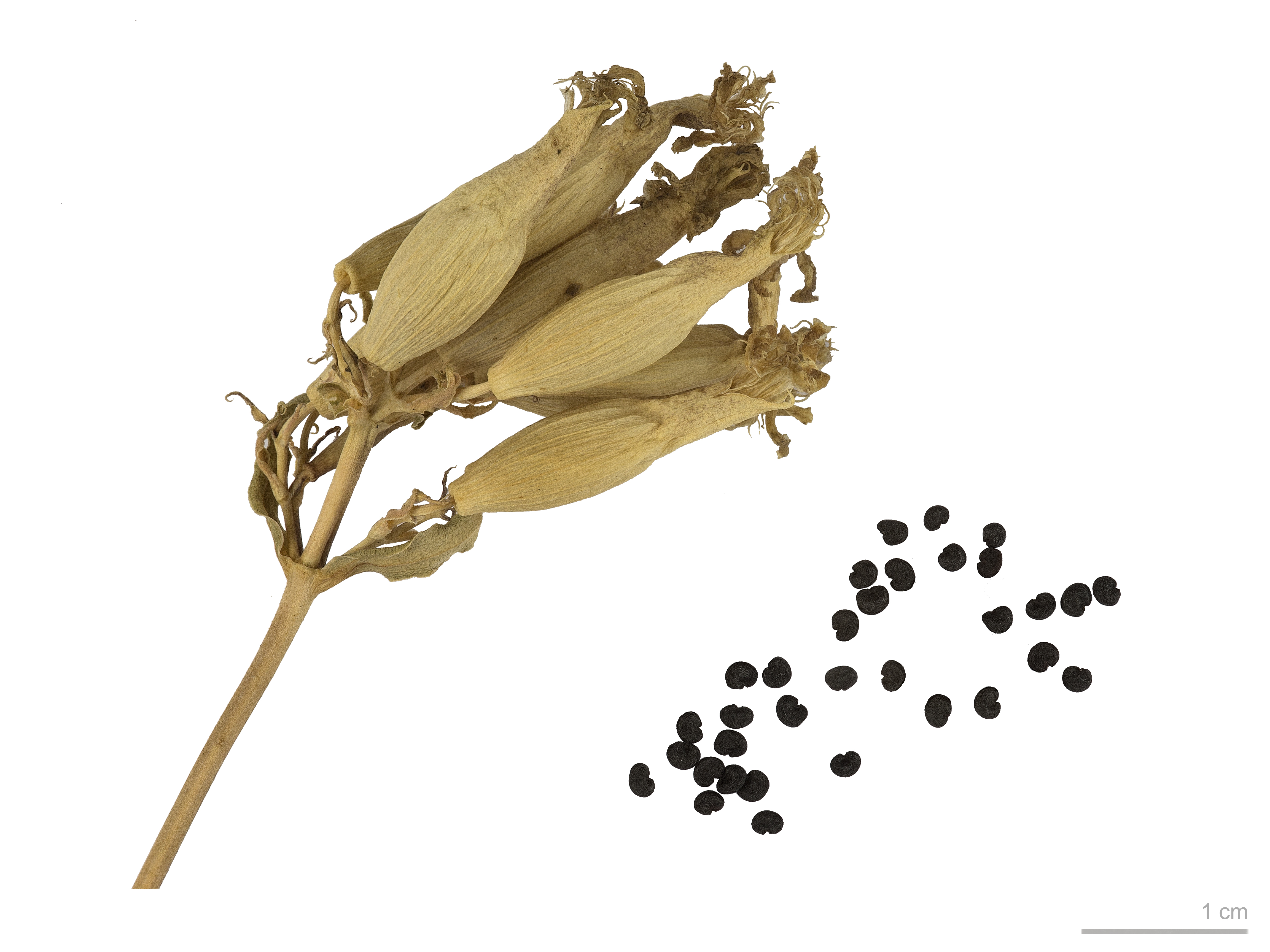
Saponaria officinalis - Museum specimen